# Liga Insular de São Tomé de 2011
A Liga Insular de São Tomé de 2011 foi a 23ª edição da Liga Insular de São Tomé, competição de futebol de São Tomé e Príncipe.
O campeão do torneio foi o Vitória do Riboque FC, que conquistou o direto de jogar a final do Campeonato Santomense de 2011 contra o campeão da Ilha do Príncipe, o Sporting Clube.

## Clubes
- Bairros Unidos FC (Caixão Grande)
- Clube Desportivo de Guadalupe
- Grupo Desportivo Cruz Vermelha
- Santana Futebol Clube
- Sporting Clube Praia Cruz
- União Desportiva Sardinha e Caça de Água-Izé (UDESCAI)
- União Desportiva Rei Amador (UDRA)
- Vitória do Riboque FC
- Futebol Clube Neves
- Desportivo Oque d’El Rei
- Desportivo Militar 6 de Setembro
- Ribeira Peixe

## Resumo da Temporada
A edição 2011 da Liga Insular de São Tomé teve o Vitória do Riboque FC conquistando o bicampeonato consecutivo, pois também venceu a edição de 2009-10. O time venceu a equipa do UDESCAI de Agua Izé, no seu reduto na cidade capital, por 3 a 1, totalizando 47 pontos na penúltima rodada, em 29 de Outubro de 2011, e não podendo mais ser alcançado na tabela. Guadalupe, Neves, Ribeira Peixe e Santana, últimos colocados, desceram para a segunda divisão.

### Classificação Final
| #  | Equipa               | J  | V  | E | D  | GP | GC | SG  | Pts | Classificação                                           |
| -- | -------------------- | -- | -- | - | -- | -- | -- | --- | --- | ------------------------------------------------------- |
| 1  | Vitória FC (Riboque) | 21 | 15 | 2 | 4  | 35 | 15 | +20 | 47  | Qualificado para Final do Campeonato Santomense de 2011 |
| 2  | Sporting Praia Cruz  | 21 | 12 | 4 | 5  | 41 | 23 | +18 | 40  |                                                         |
| 3  | 6 de Setembro        | 21 | 11 | 6 | 4  | 39 | 19 | +20 | 39  |                                                         |
| 4  | UDRA                 | 21 | 10 | 4 | 7  | 31 | 18 | +13 | 34  |                                                         |
| 5  | UDESCAI              | 21 | 9  | 5 | 7  | 16 | 18 | −2  | 32  |                                                         |
| 6  | CD Oque d'El Rei     | 21 | 8  | 6 | 7  | 25 | 16 | +9  | 30  |                                                         |
| 7  | Bairros Unidos FC    | 21 | 7  | 8 | 6  | 25 | 22 | +3  | 29  |                                                         |
| 8  | GD Cruz Vermelha     | 21 | 8  | 5 | 8  | 25 | 28 | −3  | 29  |                                                         |
| 9  | CD Guadalupe (R)     | 21 | 6  | 8 | 7  | 20 | 25 | −5  | 26  | Rebaixado para 2ª Divisão da Liga Insular de São Tomé   |
| 10 | FC Neves (R)         | 21 | 3  | 8 | 10 | 24 | 37 | −13 | 17  | Rebaixado para 2ª Divisão da Liga Insular de São Tomé   |
| 11 | FC Ribeira Peixe (R) | 21 | 3  | 5 | 13 | 17 | 48 | −31 | 14  | Rebaixado para 2ª Divisão da Liga Insular de São Tomé   |
| 12 | Santana FC (R)       | 21 | 2  | 3 | 16 | 15 | 44 | −29 | 9   | Rebaixado para 2ª Divisão da Liga Insular de São Tomé   |

Última atualização em 19 November 2011
Fonte: São Tomé results 2011
Regras para classificação: 1º pontos; 2º saldo de gols; 3º gols pró.
(C) = Campeão; (R) = Rebaixado; (P) = Promovido; (O) = Vencedor do play-off; (A) = Classificado para a próxima fase. 
Somente aplicável se a temporada não tiver terminado: 
(Q) = Classificado para a fase do torneio indicada; (TQ) = Classificado para o torneio, mas não para a fase indicada; (DQ) = Desclassificado do torneio.